# 柴田勝家 (作家)
柴田 勝家（しばた かついえ、1987年10月3日 - ）は、日本の小説家。本名は綿谷 翔太（わたたに しょうた）。東京都生まれ・在住。成城大学大学院文学研究科日本常民文化専攻博士課程前期修了。修士（文学）。

## 経歴・人物
「柴田勝家」というペンネームは、成城大学に入った頃から呼ばれるようになったあだ名がその由来である。成城大学大学院文学研究科日本常民文化専攻在学中の2014年、投稿作「ニルヤの島」が第2回ハヤカワSFコンテストで「大賞」を受賞し、作家デビューした。受賞を機に、ペンネームを綿谷翔太に一度改名したものの、後に応募時の柴田勝家に戻している。
2015年2月19日、バラエティ番組「アウト×デラックス」（フジテレビ系列）に出演。「御年27歳の柴田勝家」などと紹介された。
2018年、「雲南省スー族におけるVR技術の使用例」で第49回星雲賞日本短編部門を受賞。2021年、「アメリカン・ブッダ」で第52回星雲賞日本短編部門を受賞。

## 作品リスト

### 単行本

#### 長篇
- 『ニルヤの島』（2014年11月、ハヤカワSFシリーズ Jコレクション / 2016年8月、ハヤカワ文庫JA）
- 『クロニスタ――戦争人類学者』（2016年3月、ハヤカワ文庫JA）
- 心霊科学捜査官シリーズ（講談社タイガ）
  1. 『ゴーストケース 心霊科学捜査官』（2017年1月）
  2. 『デッドマンズショウ 心霊科学捜査官』（2017年7月）
  3. 『ファントムレイヤー 心霊科学捜査官』（2018年4月）
- ワールド・インシュランス シリーズ（星海社FICTIONS）
  1. 『ワールド・インシュランス 01』（2018年3月）
  2. 『ワールド・インシュランス 02』（2018年9月）
  3. 『ワールド・インシュランス 03』（2018年12月）
- 『ヒト夜の永い夢』（2019年4月、ハヤカワ文庫JA）
- 『スーサイドホーム』（2022年4月、二見ホラー×ミステリ文庫）
- 『メイド喫茶探偵黒苺フガシの事件簿』（2022年6月、星海社FICTIONS）
- 『カタリゴト 帝都宵闇伝奇譚』（2024年10月、角川ホラー文庫）
- 『秘曲金色姫』（2025年3月、中央公論新社

#### 中・短篇集
- 『アメリカン・ブッダ』[8]（2020年8月、ハヤカワ文庫JA）
- 『走馬灯のセトリは考えておいて』[9]（2022年11月、ハヤカワ文庫JA）
- 『岸辺露伴は嗤わない 短編小説集』（2024年12月、JUMP j BOOKS） - 原作：荒木飛呂彦

### 寄稿

#### 小説
- 「南十字星(クルス・デル・スール)」 (『伊藤計劃トリビュート』、ハヤカワ文庫JA、早川書房、2015年8月) 
  - 後に、『クロニスタ――戦争人類学者』(ハヤカワ文庫JA) の第一章「太陽に覆われた民」として収録された。
- 「西暦2036年を想像してみた」(リコー公式ホームページ)
  - 「字心伝心」(2015年9月24日 配信)
  - 「なにを以て？」(2015年10月1日 配信)
  - 「水のように」(2015年10月8日 配信)
  - 「心を伝える」(2015年10月15日 配信)
- 「雲南省スー族におけるVR技術の使用例」（『S-Fマガジン』2016年12月号、早川書房、2016年10月25日）
  - 後に加筆・改稿され、『伊藤計劃トリビュート2』(ハヤカワ文庫JA、早川書房、2017年1月24日)に再録された。
  - 2017年6月には、『短篇ベストコレクション 現代の小説2017』（日本文藝家協会編、徳間文庫）に再録された。
  - 2018年7月には、早川書房から単刊電子書籍として販売されている。
  - 2020年2月には、『2010年代SF傑作選 2』（伴名練・大森望編、ハヤカワ文庫JA）に再録された。
- 「鏡石異譚」 (『ILC / TOHOKU』、早川書房、2017年2月)
- 「瑠璃光」（『小説すばる』2017年8月号、集英社、2017年7月15日）
- 「邪義の壁」（『ナイトランド・クォータリー』vol.11、アトリエサード、2017年11月29日）
- 「姫日記」（『S-Fマガジン』2018年6月号、早川書房、2018年4月25日）
- 「検疫官」（『S-Fマガジン』2018年10月号、早川書房、2018年8月25日）
  - 2019年8月、『年刊日本SF傑作選 おうむの夢と操り人形』（大森望・日下三蔵編、創元SF文庫）に再録された。
- 「涙晶石」（『小説すばる』2019年1月号、集英社、2018年12月17日）
- 「一八九七年：龍動幕の内」（『Hayakawa Books & Magazines（β）』(web上)、早川書房、2019年5月10日）
- 「love letter from deadland」（JUMP j BOOKS公式note (web上)、集英社、2020年4月2日）
- 「クランツマンの秘仏」（『S-Fマガジン』2020年10月号、早川書房、2020年8月25日）
  - 2021年11月、『ベストSF 2021』（大森望編、竹書房文庫）に再録された。
- 「すていほぉ〜む殺人事件」（『ステイホームの密室殺人 2 コロナ時代のミステリー小説アンソロジー』星海社FITIONS、2020年9月17日）
  - 2021年6月、『本格王2021』（本格ミステリ作家クラブ編、講談社文庫）に再録された。
- 「書骸」（『蠱惑の本 異形コレクションL』光文社文庫、2020年12月9日）
- 「オンライン福男」（『ポストコロナのSF』ハヤカワ文庫JA、2021年4月14日）
- 「火星環境下における宗教性原虫の適応と分布」（『S-Fマガジン』2021年6月号、早川書房、2021年4月24日）
  - 2021年10月、『異常論文』（樋口恭介編、ハヤカワ文庫JA）に再録された。
- 「天使を撃つのは」（『狩りの季節 異形コレクションLII』光文社文庫、2021年11月16日）
- 「アエノコト」（『非接触の恋愛事情』集英社文庫、2021年12月17日）
- 「絶滅の作法」（『S-Fマガジン』2022年2月号、早川書房、2021年12月25日）
- 「視肉の孝」（『ユリイカ』2022年5月号、青土社、2022年4月28日）
- 「The Human Existence」（『S-Fマガジン』2023年2月号、早川書房、2022年12月25日）
- 「業雨の降る街」（『超常気象 異形コレクションLIV』光文社文庫、2022年12月13日）
- 「ファインマンポイント」（『ヴァケーション 異形コレクションLV』光文社文庫、2023年5月10日）
- 「浪花のラヴクラフト」（『幻想と怪奇 ショートショート・カーニヴァル』新紀元社、2023年6月13日）
- 「電車家族」（『乗物綺談 異形コレクションLVI』光文社文庫、2023年11月14日）
- 「グラモーラの歌声」（『小説現代』2024年1&2月合併号、講談社、2023年12月21日）
- 「銃口は烟り」（『小説現代』2024年3月号、講談社、2024年2月21日）
- 「ショロトルの裔」（『小説現代』2024年4月号、講談社、2024年3月21日）
- 「一万年後のお楽しみ」（『地球へのSF』ハヤカワ文庫JA、2024年5月22日）
- 「10光年先のボクへ」（『筋肉少女帯小説化計画』角川書店、2025年5月16日）
- 「ギャルと祠破壊少年」（『祠破壊ホラー小説アンソロジー』星海社FICTIONS、2025年7月15日）

#### エッセイ、記事等
- 「寅さんの足はなぜ光る」(エッセイ) （『メフィスト』 2016 VOL.1 、講談社、2016年4月6日）
- 「a day in my life」case.162 (エッセイ) （『小説すばる』2016年8月号、集英社、2016年7月17日）
- 「星の光の向こう側『アイドルマスター シンデレラガールズ ビューイングレボリューション』体験記」（『S-Fマガジン』2016年12月号、早川書房、2016年10月25日）
- 「〈コミック百合姫〉編集長インタビュウ」聞き手＆構成（『S-Fマガジン』2019年2月号、早川書房、2018年12月25日）
- 「私的偉人伝 Vo.15 学問的非モテの大学者」 （『小説すばる』2019年6月号、集英社、2019年5月17日）
- 「2020年のわたし」 （『SFが読みたい! 2020年版』S‐Fマガジン編集部、早川書房、2020年2月10日）
- 「〈夢・現実・記憶〉を追って」（『ユリイカ』2020年8月号、青土社、2020年7月28日）
- 「黄金時代」（『S-Fマガジン』2020年10月号、早川書房、2020年8月25日）

### 論文等
- 「柴又帝釈天の庚申信仰 : 柴又型庚申塔の分布に関する一考察」（綿谷翔太名義、成城大学紀要『常民文化』38号、2015年2月）

### ゲームシナリオ
- 妖怪百姫たん! - 第4部から吉上亮と共同執筆している。

### アニメ
- メタリックルージュ（2024年1月 - 4月） - 文化考証
- アポカリプスホテル（2025年4月 - 6月） - 企画協力
- 陰陽廻天 Re:バース（2025年7月 - ） - 世界観設定考証